# پاتریک رید جانسون
پاتریک رید جانسون (انگلیسی: Patrick Read Johnson؛ زادهٔ ۷ مهٔ ۱۹۶۲) یک کارگردان و فیلم‌نامه‌نویس اهل ایالات متحده آمریکا است.
وی کارگردان فیلم‌هایی همچون روز گردش بچه و آنگوس بوده است.